# Hirving Lozano
Hirving Rodrigo Lozano Bahena (Mexico-Stad, 30 juli 1995) is een Mexicaans voetballer die doorgaans speelt als vleugelspeler. In januari 2025 verruilde hij PSV voor San Diego. Lozano debuteerde in 2016 in het Mexicaans voetbalelftal.

## Clubcarrière

### Pachuca
Lozano groeide op in Mexico-Stad tot hij op zijn tiende werd opgenomen in de jeugdopleiding van CF Pachuca. Daar verbleef hij in een internaat, waarin hij samen met zijn ook gescoute broertje en twee andere jongetjes op een slaapzaal lag. Hij stond in de jeugdopleiding bekend als lastig. Hij werd bij Pachuca onder andere getraind door oud-PSV-trainer Hans Westerhof en diens zoon Wout Westerhof. Begin 2014 werd Lozano op achttienjarige leeftijd doorgeschoven naar het eerste elftal. Hiervoor maakte de vleugelspeler op 9 februari zijn debuut, toen met 0-1 gewonnen werd op bezoek bij Club América. Tijdens dat duel mocht hij zeven minuten voor tijd bij een gelijke stand invallen. Vijf minuten na zijn entree tekende de vleugelspeler voor het enige doelpunt van de wedstrijd. Lozano speelde vervolgens meer dan honderd competitiewedstrijden voor Pachuca en werd in 2016 landskampioen met de club.

### PSV
Lozano verruilde Pachuca in juni 2017 voor PSV. Lozano stond toen al enige jaren in de kijker van de club. De scouts van PSV hadden regelmatig contact met Wouter Westerhof over Lozano's ontwikkelingen. Tijdens een verblijf in Rusland om met het Mexicaans voetbalelftal deel te nemen aan de Confederations Cup 2017, vloog hij op en neer naar Eindhoven. Daar onderging hij een medische keuring en kwam hij tot een overeenkomst over een contract tot medio 2023. Lozano werd daarmee na Carlos Salcido, Francisco Rodríguez, Andrés Guardado en Héctor Moreno de vijfde Mexicaanse speler in de clubhistorie van PSV. PSV betaalde Pachuca circa acht miljoen euro voor de overgang, dat inclusief een doorverkooppercentage kon oplopen tot twaalf miljoen.
Lozano maakte op 27 juli 2017 zijn debuut voor PSV. Hij viel in de tweeënzestigste minuut in voor Bart Ramselaar tijdens een met 0–1 verloren wedstrijd in de derde voorronde van de Europa League 2017/18, thuis tegen NK Osijek. Lozano's debuut in de Eredivisie volgde op 12 augustus 2017. Hij begon die dag in de basis en maakte na een halfuur zijn eerste doelpunt voor PSV, de 1–1 tijdens een met 3–2 gewonnen wedstrijd thuis tegen AZ. Lozano scoorde daarna ook in zijn tweede en derde competitiewedstrijd in Eindhovense dienst. Hij maakte op 29 oktober 2017 zowel de 0–1 als de 1–4 tijdens een met 2–4 gewonnen competitiewedstrijd uit bij Vitesse. Daarmee werd hij de eerste speler ooit die in zeven van zijn eerste acht wedstrijden in de Eredivisie scoorde. Lozano werd op 15 april 2018 voor het eerst landskampioen met PSV.
Lozano maakte ook in het seizoen 2018/19 zeventien doelpunten in de Eredivisie. Daarnaast scoorde hij voor het eerst in de UEFA Champions League, eerst twee keer in de voorronde tegen BATE Barysaw en daarna in groepswedstrijden tegen Tottenham Hotspur en Internazionale. Hij eindigde de competitie met PSV ditmaal op de tweede plaats, drie punten achter Ajax.

### Napoli
Lozano tekende op 23 augustus 2019 een vijfjarig contract bij Napoli, dat circa veertig miljoen euro voor hem overmaakte naar PSV. Hiermee werd hij zowel de duurste uitgaande transfer voor PSV, als de duurste aankoop ooit voor de Italiaanse club. Lozano maakte op 31 augustus 2019 zijn debuut voor Napoli, in een met 4–3 verloren competitiewedstrijd uit bij Juventus. Hij scoorde meteen (de 3–2). Waar hij van trainer Carlo Ancelotti veel speeltijd kreeg, verslechterde zijn positie nadat Gennaro Gattuso het trainerschap overnam. Aan het begin van het seizoen 2020/21 kwam hij weer vaker aan spelen toe. Hij speelde in de volgende drie seizoenen elk jaar 30 of meer speelronden, waarvan hij er steeds 20 of meer in de basis stond. Zo ging hij samen met Matteo Politano, Lorenzo Insigne en vanaf 2021/22 ook Victor Osimhen de voorhoede van Napoli vormen. Lozano werd in 2021/22 derde met Napoli. Hierdoor mocht hij in 2022/23 voor het eerst sinds zijn laatste jaar bij PSV in de Champions League spelen. Zijn ploeggenoten en hij bereikten hierin de kwartfinale. Lozano behoorde in 2022/23 tot het Napoli dat voor het eerst sinds 1989/90 en voor de derde keer in de clubhistorie landskampioen werd.

### Terug naar PSV
Lozano keerde op de laatste dag van de zomerse transferperiode van het seizoen 2023/24 terug naar PSV, dat circa vijftien miljoen euro betaalde voor zijn overgang. Hij tekende voor vijf seizoenen in Eindhoven. Door zijn transfersom werd Lozano de duurste speler in de geschiedenis van PSV. Volgens technisch directeur Earnest Stewart had Lozano zelf contact gezocht met algemeen directeur Marcel Brands voor een terugkeer bij PSV. Lozano maakte zijn rentree in een thuiswedstrijd tegen N.E.C.. Hij mocht van coach Peter Bosz in de tweede helft invallen en werd onthaald met een applaus vanaf de tribunes. Lozano maakte op 23 september 2023 zijn eerste doelpunt sinds zijn terugkeer bij PSV. Hij schoot zijn ploeg toen op 0–2 in een met 0–4 gewonnen competitiewedstrijd uit bij Almere City. Zijn eerste assist sinds zijn terugkeer gaf hij in een wedstrijd tegen Sparta Rotterdam die met 4–0 werd gewonnen. Op 29 oktober 2023 maakte Lozano een hattrick in de 5-2 gewonnen thuiswedstrijd tegen Ajax. Hij was de eerste speler sinds Mark van Bommel in 2005, die een hattrick maakte in De Topper. Op 22 december 2024 speelde Lozano zijn laatste wedstrijd voor PSV.

### San Diego
In juni 2024 maakte San Diego bekend dat het Lozano had aangetrokken voor januari 2025, voorafgaand aan het eerste jaar van de nieuwe club in de Major League Soccer. Hij tekende een contract voor vier seizoenen bij de Amerikaanse club.

## Clubstatistieken
| Seizoen | Club       | Competitie          | Competitie | Competitie | Beker | Beker | Internationaal | Internationaal | Totaal | Totaal |
| Seizoen | Club       | Competitie          | Wed.       | Dlp.       | Wed.  | Dlp.  | Wed.           | Dlp.           | Wed.   | Dlp.   |
| ------- | ---------- | ------------------- | ---------- | ---------- | ----- | ----- | -------------- | -------------- | ------ | ------ |
| 2013/14 | CF Pachuca | Liga MX             | 16         | 2          | 8     | 3     | —              | —              | 24     | 5      |
| 2014/15 | CF Pachuca | Liga MX             | 35         | 7          | 0     | 0     | 5              | 1              | 40     | 8      |
| 2015/16 | CF Pachuca | Liga MX             | 40         | 12         | 7     | 0     | —              | —              | 47     | 12     |
| 2016/17 | CF Pachuca | Liga MX             | 29         | 10         | 0     | 0     | 8              | 8              | 37     | 18     |
| 2017/18 | PSV        | Eredivisie          | 29         | 17         | 3     | 2     | 2              | 0              | 34     | 19     |
| 2018/19 | PSV        | Eredivisie          | 30         | 17         | 1     | 0     | 8              | 4              | 39     | 21     |
| 2019/20 | PSV        | Eredivisie          | 1          | 0          | 1     | 0     | 3              | 0              | 5      | 0      |
| 2019/20 | Napoli     | Serie A             | 26         | 4          | 1     | 0     | 7              | 1              | 34     | 5      |
| 2020/21 | Napoli     | Serie A             | 32         | 11         | 5     | 3     | 6              | 1              | 43     | 15     |
| 2021/22 | Napoli     | Serie A             | 30         | 5          | 1     | 0     | 6              | 1              | 37     | 6      |
| 2022/23 | Napoli     | Serie A             | 32         | 3          | 0     | 0     | 9              | 1              | 41     | 4      |
| 2023/24 | PSV        | Eredivisie          | 18         | 5          | 2     | 0     | 7              | 0              | 27     | 5      |
| 2024/25 | PSV        | Eredivisie          | 9          | 4          | 1     | 1     | 2              | 0              | 12     | 5      |
| 2025    | San Diego  | Major League Soccer | 0          | 0          | 0     | 0     | —              | —              | 0      | 0      |
| Totaal  | Totaal     | Totaal              | 329        | 97         | 30    | 9     | 61             | 17             | 420    | 123    |

Bijgewerkt op 2 januari 2025.

## Interlandcarrière
Lozano speelde met Mexico –20 op het CONCACAF-kampioenschap voetbal onder 20 van 2015 in Jamaica. In de finale wonnen de Mexicanen na strafschoppen van hun leeftijdsgenoten uit Panama. In de vijf wedstrijden die Lozano speelde op dit toernooi, wist hij ook vijfmaal te scoren. Hiermee werden hij en de Amerikaan Romain Gall gedeeld topscorer en won hij mede de Gouden Schoen. Ook werd hij opgenomen in het beste elftal van het toernooi. Lozano won met Mexico eind 2015 het olympisch kwalificatietoernooi voor de Olympische Zomerspelen 2016.
Lozano maakte op 10 februari 2016 zijn debuut in het Mexicaans voetbalelftal , in een oefeninterland tegen Senegal (2-0 overwinning). Een maand later maakte hij zijn eerste interlanddoelpunt, in een met 0-3 gewonnen kwalificatiewedstrijd voor het WK 2018 tegen Canada. Lozano nam in juni 2016 met het Mexicaans elftal deel aan de Copa América Centenario. Daarop kwamen zijn ploeggenoten en hij tot de kwartfinale, waarin ze verloren van de latere toernooiwinnaar Chili. Lozano werd in 2017 met Mexico vierde op de FIFA Confederations Cup 2017. Hij kopte tijdens de met 2-1 gewonnen groepswedstrijd tegen Rusland het winnende doelpunt langs doelman Igor Akinfejev.
Bondscoach Juan Carlos Osorio nam Lozano ook mee naar het WK 2018. Hierop maakte hij in het eerste groepsduel van het Mexicaanse team het enige doelpunt van de wedstrijd, tegen regerend kampioen Duitsland. Zijn ploeggenoten en hij reikten tijdens het toernooi tot de achtste finale, waarin ze met 2-0 verloren van Brazilië. Lozano was in alle wedstrijden basisspeler.
In oktober 2022 werd Lozano door bondscoach Gerardo Martino opgenomen in de voorselectie van Mexico voor het WK 2022. Tweeënhalve week later werd hij ook onderdeel van de definitieve selectie. Tijdens dit WK werd Mexico uitgeschakeld in de groepsfase na een gelijkspel tegen Polen, een nederlaag tegen Argentinië en een zege op Saoedi-Arabië. Lozano kwam in alle drie duels in actie. Zijn toenmalige clubgenoten Piotr Zieliński (Polen), André-Frank Zambo Anguissa (Kameroen), Kim Min-jae (Zuid-Korea) en Mathías Olivera (Uruguay) waren ook actief op het toernooi.
In maart en oktober van 2023 speelde Lozano twee interlands. In elke wedstrijd scoorde hij een keer.

## Erelijst
| Competitie                      | Aantal     | Jaren                     |            |            |
| CF Pachuca                      | CF Pachuca | CF Pachuca                | CF Pachuca | CF Pachuca |
| ------------------------------- | ---------- | ------------------------- | ---------- | ---------- |
| CONCACAF Champions League       | 1          | 2016/17                   |            |            |
| Liga MX (Clausura)              | 1          | 2016                      |            |            |
| PSV                             |            |                           |            |            |
| Eredivisie                      | 3          | 2017/18, 2023/24, 2024/25 |            |            |
| Napoli                          |            |                           |            |            |
| Serie A                         | 1          | 2022/23                   |            |            |
| Coppa Italia                    | 1          | 2019/20                   |            |            |
| Mexico –20                      |            |                           |            |            |
| CONCACAF-kampioenschap onder 20 | 1          | 2015                      |            |            |
| Individueel                     |            |                           |            |            |
| Speler van het jaar CONCACAF    | 1          | 2018                      |            |            |

## Naam en bijnaam
Lozano draagt de voornaam Hirving, maar zijn ouders wilden hem eigenlijk Irving noemen. Het werd Hirving doordat er iets misging bij de burgerlijke stand. Hij kreeg in zijn jeugd de bijnaam El Chucky, een verwijzing naar de pop Chucky uit de horrorfilm Child's Play. Ploeggenoten noemden hem zo, omdat hij zijn teamgenoten vaak van onder een bed liet schrikken tijdens reisjes en trainingskampen.

## Persoonlijk
Lozano is al lange tijd samen met zijn vriendin, met wie hij twee kinderen heeft.